# Christian Garin
Pour l’article homonyme, voir Cristian Garín.
Christian Garin, né le 16 novembre 1955 dans le IV arrondissement de Marseille, est armateur, ancien président d'Armateurs de France, du syndicat des armateurs français et a été de 2004 à 2008 président du port autonome de Marseille.

## Biographie
Il a étudié à Sciences po à Aix, puis a travaillé dans la négoce de produits agricoles, puis a travaillé dans le domaine maritime chez CMA et y siega à son conseil d'administration. Il a repris Fouquet Sacop en 1998. Il est vice-président et deuxième actionnaire de Sea Tankers.
Il est descendant des propriétaires des croisières Paquet.